# 呼気音

調音方法

気流の妨害度

阻害音
破裂音
破擦音
摩擦音
共鳴音
ふるえ音
はじき音
接近音

気流の通路
中線音
側面音
口蓋帆の状態
口音
口鼻音
鼻音
気流機構
肺臓気流
吸気音
呼気音

非肺臓気流
放出音
入破音
吸着音

▶ 調音部位

呼気音（、英: egressive sound）は外向き気流が生む声（あるいは言語音）の総称である。 

## 概要
呼気音は外へ流れ出る気流（egressive airstream）が声道と相互作用して生まれる声である。言語音に限定する場合もある。対義語は吸気音である。 

## 分類
呼気音は気流の生まれ方（気流機構）に基づいて以下のように分類できる： 
- 肺臓気流由来: 大部分の単音。全言語に存在[1]。
- 声門気流由来: 「放出音」と総称される
- 軟口蓋気流由来: #舌による呼気音を参照

## 舌による呼気音
軟口蓋による呼気音としても知られている、舌による呼気音は、吸着音として知られている舌の吸気音と同様の二重閉鎖を含むが、反対方向の気流を伴う。口蓋を閉じた状態で、フランス語の却下の表現のように、話者は舌か頬のどちらかを使って口から空気を押し出す。消滅したオーストラリアの儀式言語であるダミン語を除いて、いかなる人間の言語でも通常の語彙に使われることは知られていないが、この気流機構の変形は循環呼吸の一部としてミュージシャンに知られている。 